# 1600 Penn
1600 Penn (Locura en la Casa Blanca en Hispanoamérica) fue una serie de televisión estadounidense sobre una familia disfuncional que vive en la Casa Blanca. Esta comedia es protagonizada por Bill Pullman, Jenna Elfmany Josh Gad. Este último es quien, junto con Jason Winer (Modern Family) y Jon Lovett, quien fuera redactor de discursos para la Casa Blanca, creó a los personajes principales (la Familia Gilchrist) y el formato central de esta sit-com. La serie fue producida por los propios Gad, Winer, Lovett y Mike Royce, quien produjo también la serie Everybody Loves Raymond.
NBC hizo la solicitud de la temporada completa de la serie en mayo de 2012. La serie se transmitió originalmente como un reemplazo de mitad de temporada desde el 17 de diciembre de 2012 al 28 de marzo de 2013. Se anunció el 9 de mayo de 2013 que la NBC había cancelado la serie.
En Latinoamérica, fue transmitido en Fox Latinoamérica.

## Sinopsis
Una familia disfuncional reside en la dirección más conocida del país: 1600 Pennsylvania Avenue, la Casa Blanca. Después de algunas desventuras en su campus universitario, el hijo mayor regresa a la residencia. Con un temperamento impredecible y loco, su regreso no pasará desapercibido. ¿Será él quien alborote el clan?

## Elenco y personajes
| Actor             | Personaje                      | Notas                                                       |
| ----------------- | ------------------------------ | ----------------------------------------------------------- |
| Bill Pullman      | Standrich Dale Gilchrist       | es el presidente de los Estados Unidos.                     |
| Josh Gad          | Standrich "Skip" Gilchrist Jr. | es el hijo mayor del presidente de los Estados Unidos.      |
| Jenna Elfman      | Emily Nash-Gilchrist           | es la segunda esposa del presidente y exgerente de campaña. |
| Martha MacIsaac   | Becca Gilchrist                | es la hija mayor del presidente.                            |
| Andre Holland     | Marshall Malloy                | es el Secretario de Prensa de la Casa Blanca.               |
| Amara Mille       | Marigold Gilchrist             | es la hija menor del presidente.                            |
| Benjamin Stockham | Xander Gilchrist               | es el hijo menor del presidente.                            |
| Robbie Amell      | D.B                            | es el presunto padre del bebé de Becca.                     |

## Episodios
| N°. serie | N°. temp. | Título original                                                                                   | Estreno original        | Escrito porː                           |
| 1         | 1         | PilotːPutting Out Fires (EE.UU) Piloto (Hispanoamérica)                                           | 17 de diciembre de 2012 | Josh Gad & Jon Lovett & Jason Winer    |
| 2         | 2         | The Skiplantic Ocean (EE.UU) Baila Conmigo (Hispanoamérica)                                       | 10 de enero de 2013     | Mike Royce                             |
| 3         | 3         | So You Don't Want to Dance (EE.UU) El Profundo Skip (Hispanoamérica)                              | 17 de enero de 2013     | Joe Port & Joe Wiseman                 |
| 4         | 4         | Meet the Parent (EE.UU) Los Padres (Hispanoamérica)                                               | 24 de enero de 2013     | Peter A. Knight                        |
| 5         | 5         | Frosting Nixon (EE.UU) Frosting / Nixon (Hispanoamérica)                                          | 7 de febrero de 2013    | Sanjay Shah                            |
| 6         | 6         | Skip the Tour (EE.UU) El Tour de Skip (Hispanoamérica)                                            | 21 de febrero de 2013   | Laura Gutin Peterson                   |
| 7         | 7         | To the Ranch (EE.UU) Al Rancho (Hispanoamérica)                                                   | 28 de febrero de 2013   | Bridget Bedard                         |
| 8         | 8         | Live From the Lincoln Bedroom (EE.UU) Vida Desde el Cuarto de Lincoln (Hispanoamérica)            | 7 de marzo de 2013      | Ryan Raddatz                           |
| 9         | 9         | Game Theory (EE.UU) Juego de Estrategia (Hispanoamérica)                                          | 14 de marzo de 2013     | Dan Hernández & Benji Samit            |
| 10        | 10        | The Short Happy Life of Reba Cadbury (EE.UU) La Breve Vida Feliz de Reba Cadbury (Hispanoamérica) | 21 de marzo de 2013     | Joe Port & Joe Wiseman                 |
| 11        | 11        | Dinner, Bath, Puzzle (EE.UU) Comida, Baño, Confusión (Hispanoamérica)                             | 21 de marzo de 2013     | Jon Lovett & Sanjay Shah               |
| 12        | 12        | Bursting the Bubble (EE.UU) Revienta la Burbuja (Hispanoamérica)                                  | 28 de marzo de 2013     | Peter A. Knight & Laura Gutin-Peterson |
| 13        | 13        | Marry Me, Baby (EE.UU) Cásate Conmigo, Bebé (Hispanoamérica)                                      | 28 de marzo de 2013     | Jon Lovett & Mike Royce                |
| --------- | --------- | ------------------------------------------------------------------------------------------------- | ----------------------- | -------------------------------------- |

## Doblaje
| Personaje            | Actor Original    | Actor de Doblaje |
| -------------------- | ----------------- | ---------------- |
| Dale Gilchrist       | Bill Pullman      | Carlos Carvajal  |
| Skip Gilchrist       | Josh Gad          | Rodrigo Saavedra |
| Emily Nash Glichrist | Jenna Elfman      | Jessica Toledo   |
| Becca Gilchrist      | Martha Maclsaac   | Catalina Muñoz   |
| Marshall Malloy      | Andre Holland     | Claudio Barra    |
| Marigold Gilchrist   | Amara Miller      | Pabla Hermann    |
| Xander Gilchrist     | Benjamin Stockham | René Pinochet    |
| D.B                  | Robbie Ammel      | Felipe Waldhorn  |